# Albert Roelofs

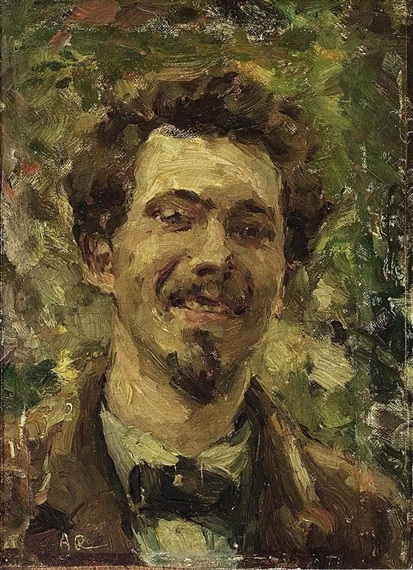
Albert Roelofs, zelfportret.

Otto Willem Albertus (Albert) Roelofs (Schaarbeek, Brussel, 5 september 1877 – Den Haag, 31 december 1920) was een Nederlands kunstschilder, etser, lithograaf, tekenaar en aquarellist.

## Leven en werk
Albert Roelofs was de zoon van de beroemde schilder Willem Roelofs (Amsterdam, 10 maart 1822 - Berchem, 12 mei 1897). In 1847 verliet Willem Roelofs vrij plotseling Den Haag en ging te Brussel wonen; hij bleef er tot in 1897. Albert Roelofs woonde en werkte ook in Brussel en Parijs en Den Haag van 1893 tot 1920. In Brussel werkte hij samen met Thies Luijt.
Hij had zijn opleiding genoten aan de Akademie van beeldende kunsten in Den Haag en de Académie Julian in Parijs bij Victor Gilsoul. Hij had als onderwerpen: interieurs, landschappen, portretten, stillevens en dieren.
Koningin Wilhelmina en Prinses Juliana namen ook schilderlessen bij Albert Roelofs. Kenmerkend voor de schilder was zijn extravagante manier van kleden als een dandy, waarin hij samen met zijn vrouw Tjieke Bleckmann, die ook schilderes was, de Haagse Pulchri Studio bezocht. Hij was lid van Arti et Amicitiae in Amsterdam, de Hollandsche Teekenmaatschappij in Den Haag en Pulchri Studio.

## Galerij

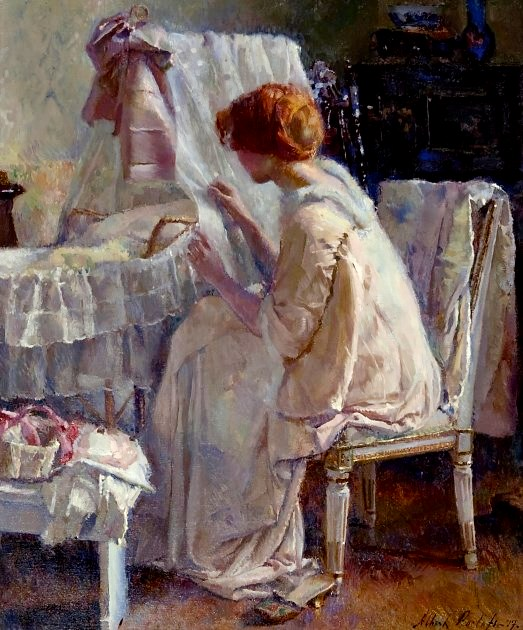
Portret     Jo Roelofs - Reeser't Kindje slaapt
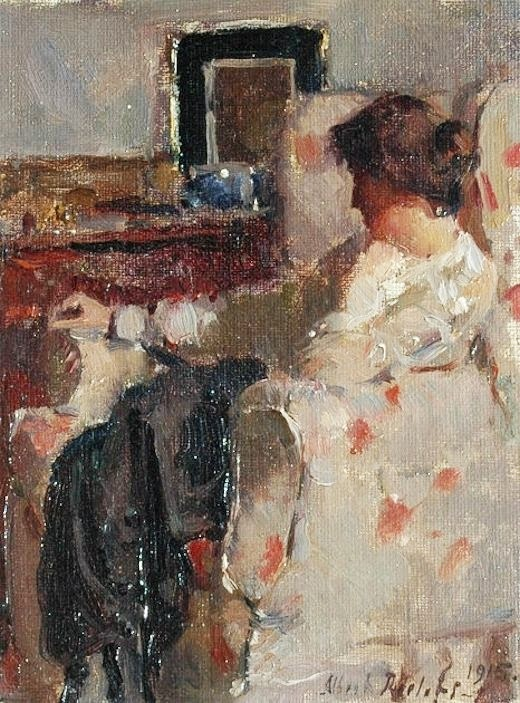
Tjieke
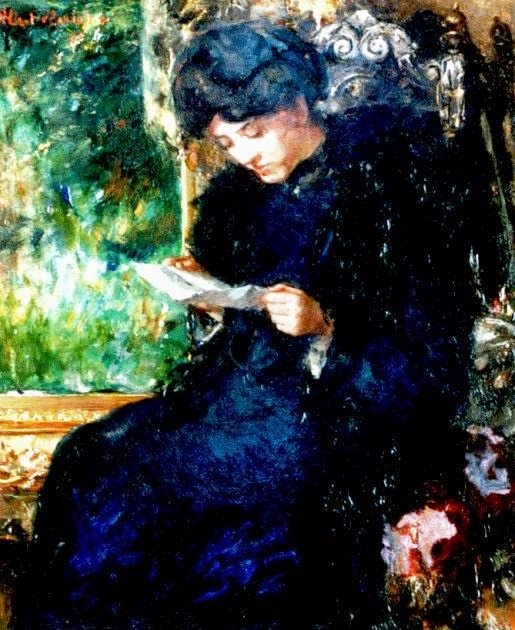
De brief
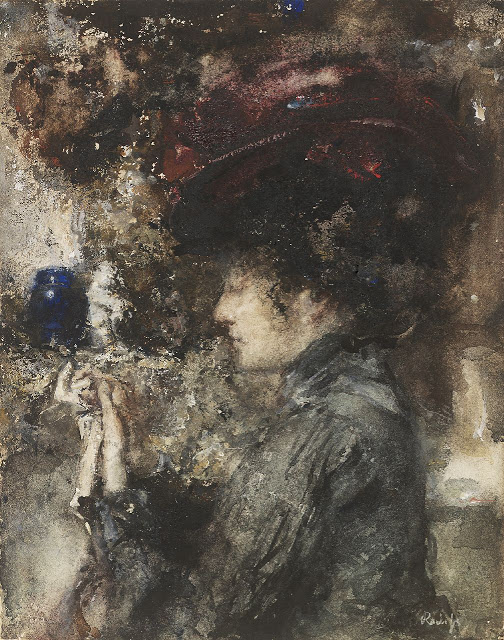
Tjieke met een rode hoed
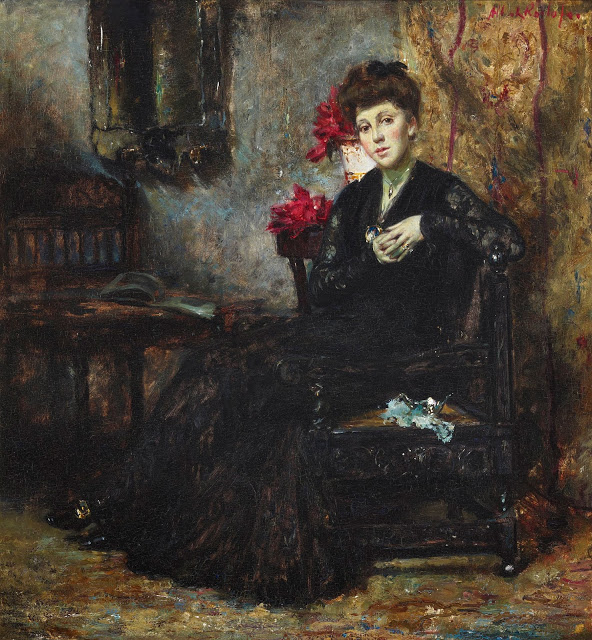
Meditatie
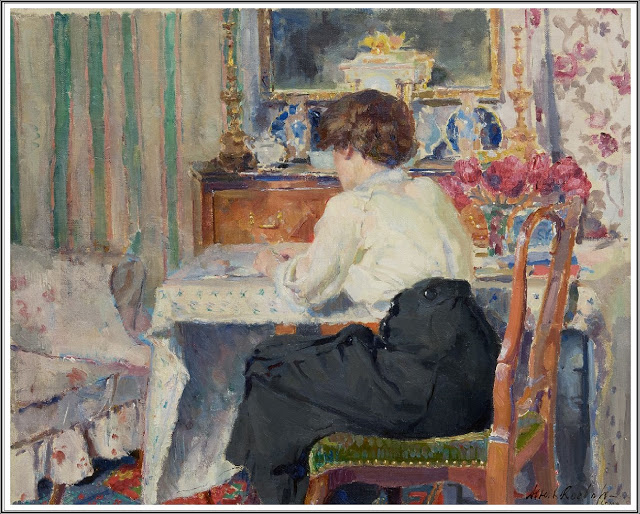
Tjieke aan een tafel